# Ракха, Алла
Алла Ракха (29 апреля 1919, Гвалиор — 3 февраля 2000, Мумбаи) — индийский музыкант, мастер игры на табла, классическом индийском ударном инструменте.
С 1940 года работал на радиостанции All India Radio. Озвучивал ряд индийских фильмов. Наиболее известен творческим содружеством с Рави Шанкаром, пик которого пришёлся на 1960-е годы, — в частности, Шанкар выступал вместе с Ракхой на знаменитом Вудстокском фестивале.